# Styrmansgatan

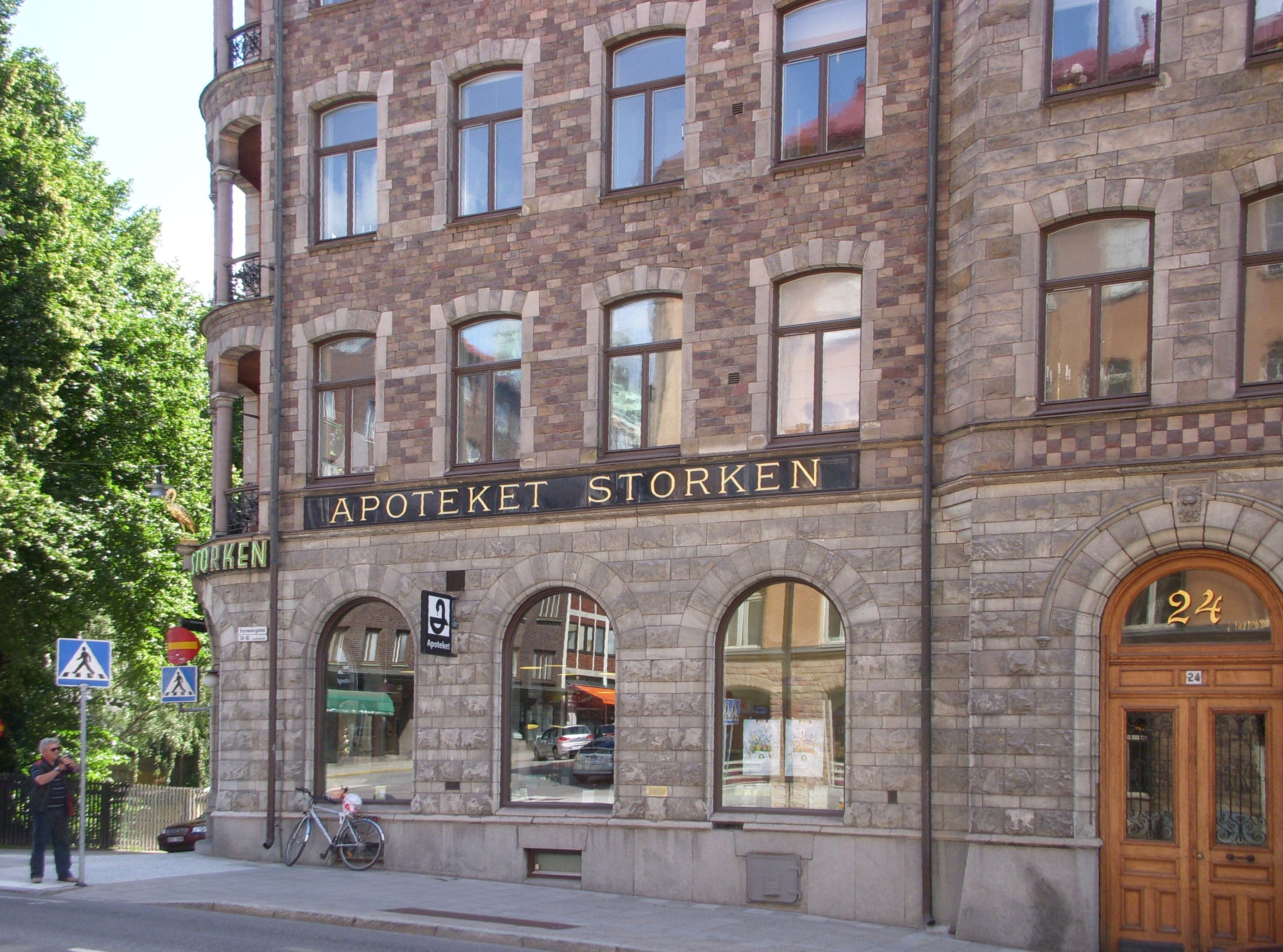
Byggnaden Styrmansgatan/Storgatan med Apoteket Storken, juli 2009.

Styrmansgatan är en gata på Östermalm i Stockholms innerstad, med sträckning från Strandvägen till Karlaplan.

## Historik

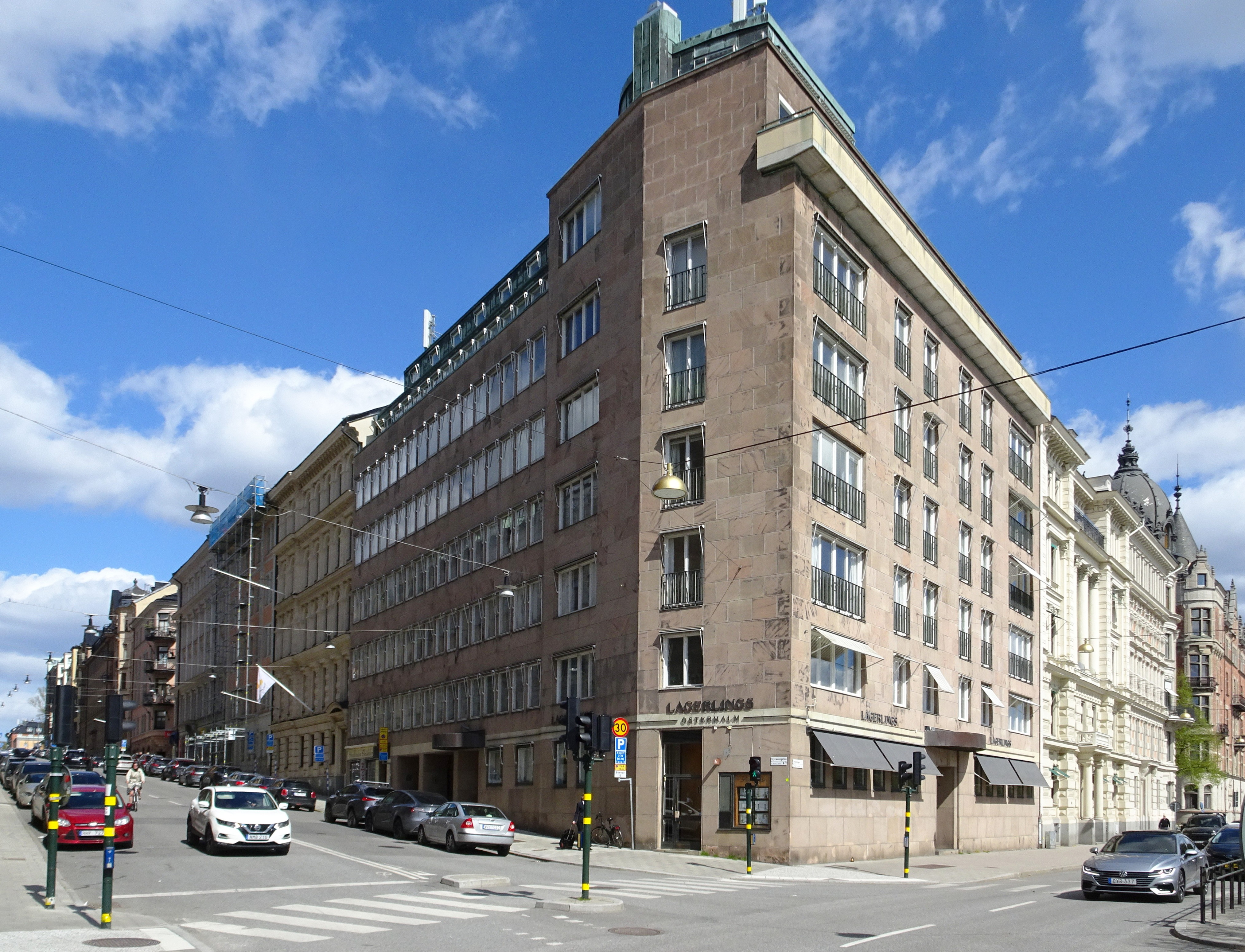
Styrmansgatan 2 / Strandvägen 23.

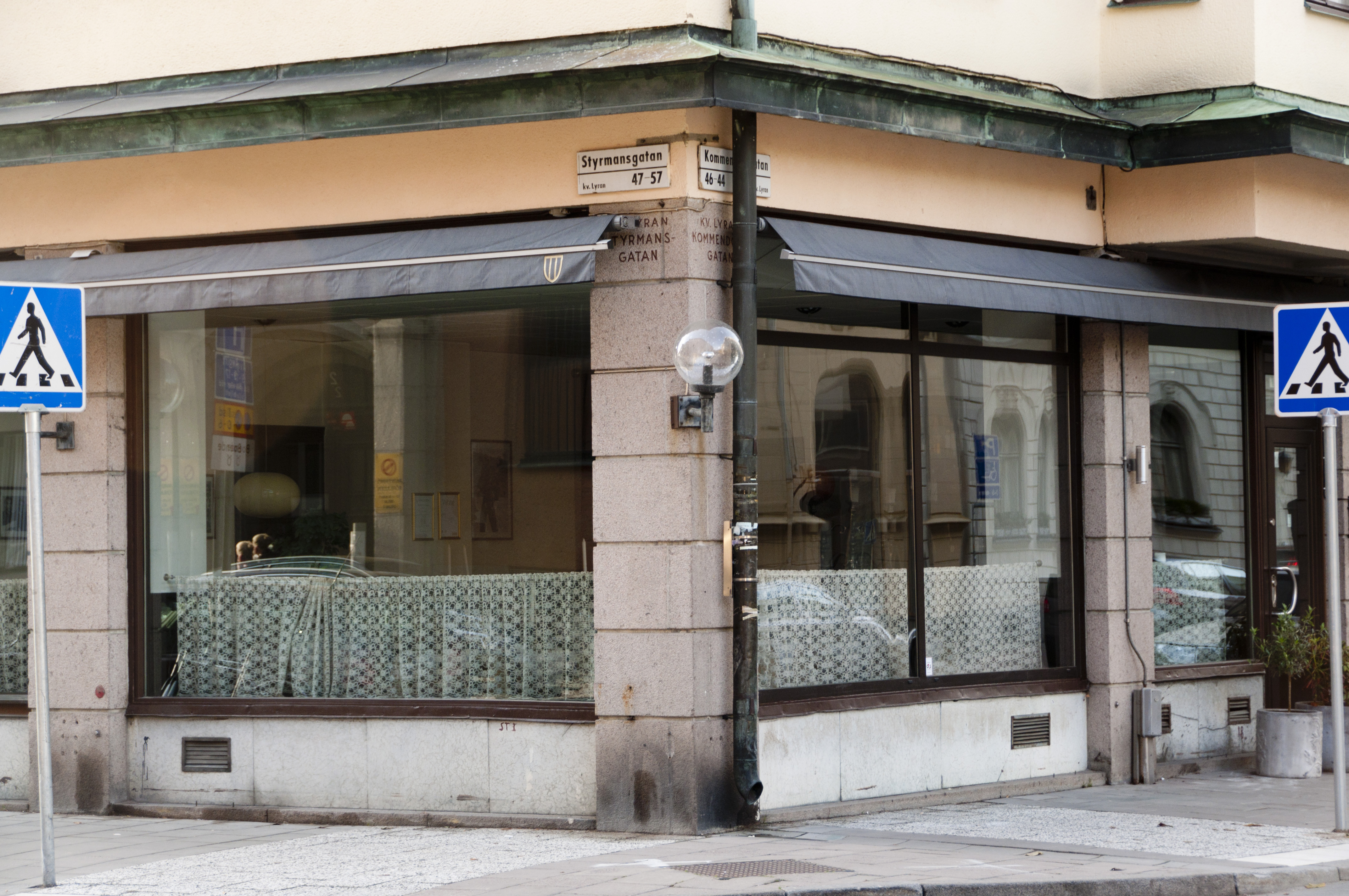
Restaurang Östergök.

Gatan har fått sitt namn från kvartersnamnen från 1640-talet som hänsyftar på sjöfart och sjöfolk, bland dessa finns kvarteret Styrmannen, som förmodligen gett upphov till namnet. (Styremans gathun år 1641). August Blanche har skildrat Styrmansgatan som en av de ödsliga gatorna inom Ladugårdslands församling.
Korsas av tvärgatorna:
1. Riddargatan
2. Storgatan
3. Linnégatan
4. Kommendörsgatan

Byggnader och institutioner:
- Fastigheten Ädelman större 9, Styrmansgatan 2, byggd 1960 för Rederi AB Rex.
- Salénrederierna, Styrmansgatan 6.
- Ädelman mindre 6, Styrmansgatan 7.
- Apoteket Storken hörnet Styrmansgatan/Storgatan. (adress Storgatan 28)
- Spiltan daghem och fritidsgård. ("säte" för "Spiltaligan" 1950-talet till 1970-talet)
- Restaurang Östergök hörnan Styrmansgatan/Kommendörsgatan.
- Elimkyrkan på nr.29
- Maximteatern Styrmansgatan/Karlaplan.
- Enskilda Gymnasiet hade sina lokaler i Styrmansgatan 22–24 åren 1913–1922.
- Förskolan Styrmansgatan 26 ligger på samma adress som namnet på förskolan.[3] Förskolan har två byggnader som är från 1877 och är båda K-märkta.[3] Förskolan tillhör Hedvig Eleonora förskolor.[4]